# Tsumeb
 (décembre 2016).
Si vous disposez d'ouvrages ou d'articles de référence ou si vous connaissez des sites web de qualité traitant du thème abordé ici, merci de compléter l'article en donnant les références utiles à sa vérifiabilité et en les liant à la section « Notes et références ».
Tsumeb (phonétique tsumɛb) est une ville minière du nord de la Namibie et la capitale de la région d'Oshikoto. Elle est surnommée « la porte d'entrée du nord » et est la plus proche ville du parc national d'Etosha. C'est historiquement l'une des plus importantes villes minières du pays. Sa population s'élevait à 19 275 habitants en 2011.

## Géographie
Tsumeb est située à 1 000 m d'altitude sur le plateau de Waterberg, à environ 400 km par la route, au nord-nord-est de Windhoek.

## Histoire

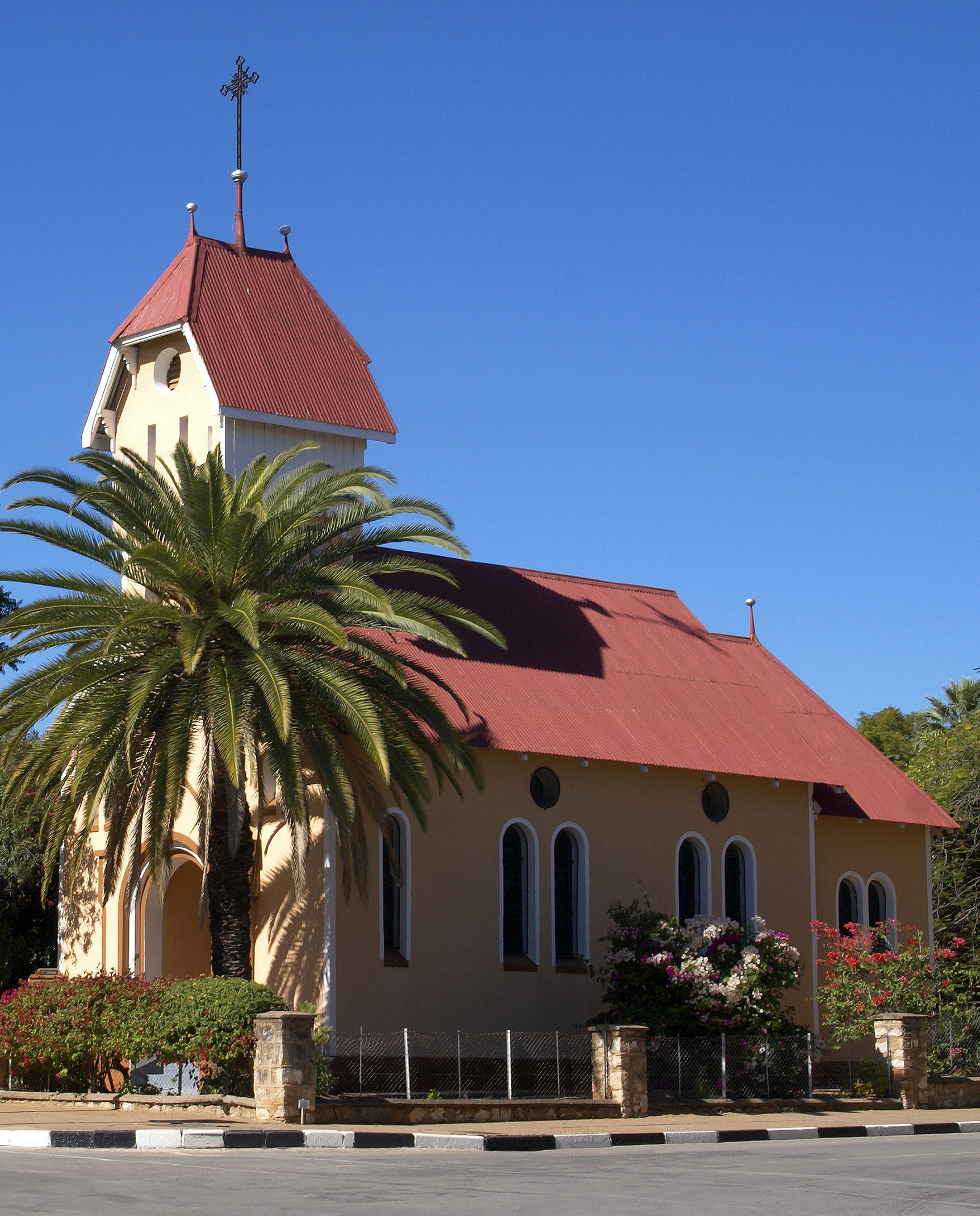
Église Ste Barbara à Tsumeb

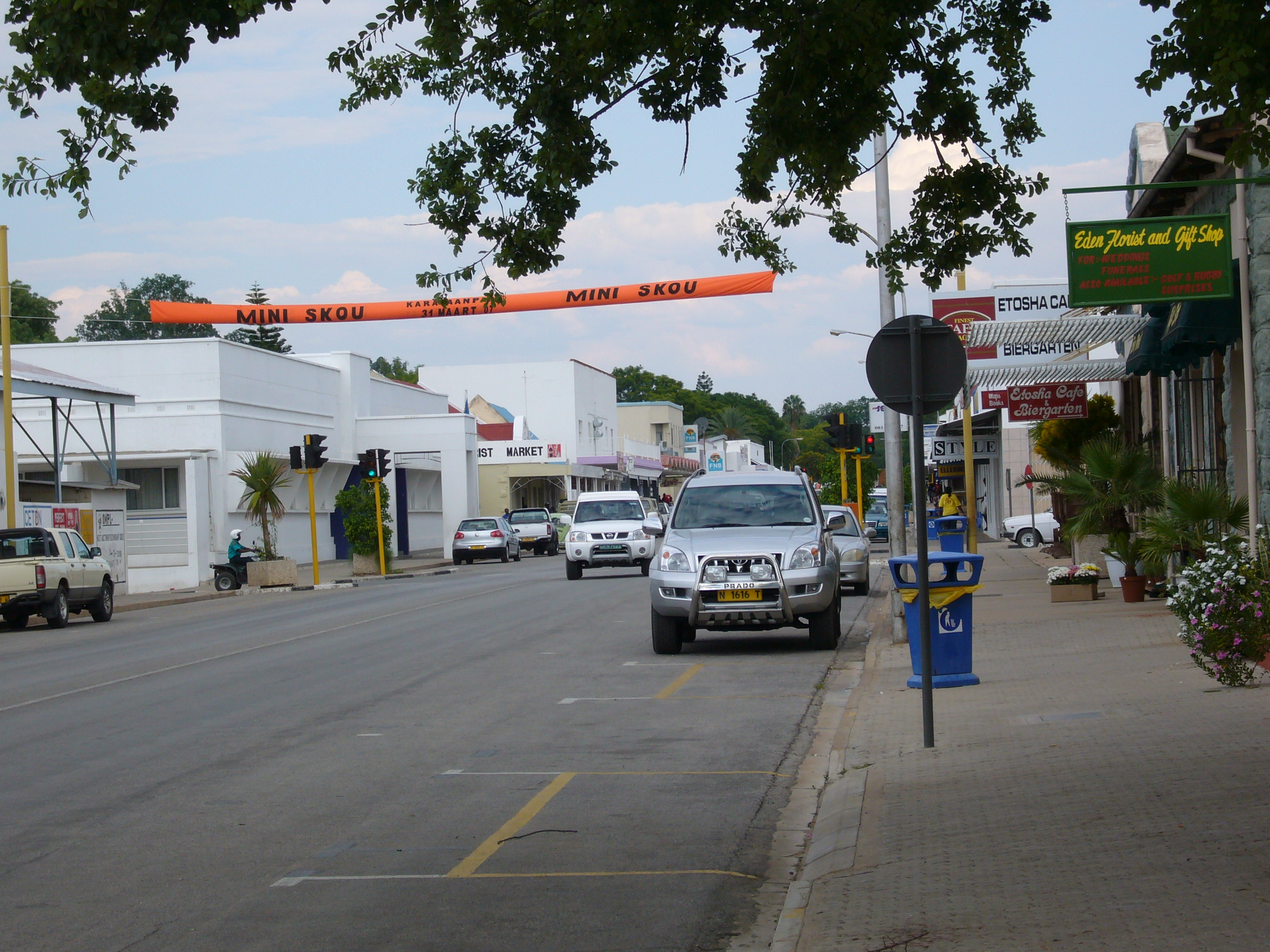
Rue principale de Tsumeb en 2007

Tsumeb signifie « trou profond » en langue Damara / Nama. La ville est fondée en 1905 par l'administration coloniale allemande. Plus importante ville minière de Namibie avec Oranjemund, son sous-sol est riche en plomb, en cuivre, en argent, en cadmium et en germanium.
C'est à 24 km de Tsumeb, dans les eaux profondes du lac Otjikoto (en héréro), ou Oshikoto (en ovambo) que les troupes allemandes en débâcle ont jeté toutes leurs armes et munitions (dont 10 supports de canons, 3 mitrailleuses, 5 canons, 300 ou 400 wagons de munitions) à l'approche des troupes sud-africaines en 1915. Le lac souterrain de Harasib est également tout proche ainsi que le lac Guinas, également d'origine karstique.

## Culture et patrimoine
Les rues de la ville elle-même sont parées de beaux bougainvilliers et des jacarandas alors que le musée local présente une importante collection de minéraux.
La plus grosse météorite du monde, pesant 60 tonnes, s'est écrasée à 40 minutes en voiture de Tsumeb, à Hoba West, tout près de la ville de Grootfontein. Cette météorite, dite de « Hoba », est aujourd'hui une attraction touristique.